# Evropský hokejový pohár 1965/1966
1. ročník hokejového turnaje European Cupu.Vítězem turnaje se stala ZKL Brno.

## 1. kolo
- SG Cortina Rex (Itálie) – HC Chamonix (Francie) 7:2, 3:1, 3:3, 4:3
- Újpesti Dózsa (Maďarsko) – CSKA Červeno zname Sofija (Bulharsko) 8:3, 8:0, 6:4, 8:4
- Klagenfurter AC (Rakousko) – SC Bern (Švýcarsko) 10:3, 7:4, 3:2, 4:3 (poslední utkání v Zürichu)
- GKS Katowice (Polsko) – HK Jesenice (Jugoslávie) 10:2, 4:1, 2:2, 2:4
- Vålerenga IF (Norsko) – Københavns SF (Dánsko) 10:1, 19:1, 9:1, 6:0
- Karhut Pori (Finsko) – Västra Frölunda IF (Švédsko) Västra Frölunda IF odstoupila

## 2. kolo
- GKS Katowice – ZKL Brno 3:3 (2:0,1:1,0:2) 7. prosince 1965
- GKS Katowice – ZKL Brno 3:3 (1:0,1:0,1:3) 8. prosince
- ZKL Brno – GKS Katowice 8:0 (4:0,2:0,2:0) 18. prosince
- ZKL Brno – GKS Katowice 12:3 (3:0,2:1,7:2) 19. prosince
- EV Füssen (FRG) – SG Cortina Rex 5:0, 9:1, 1:2, 1:1
- Újpesti Dózsa – Klagenfurter AC 2:6, 3:4, 1:5, 0:9
- Vålerenga IF – Karhut Pori 8:2, 2:1, 1:3, 4:4

## 3. kolo
- Klagenfurt – ZKL Brno 3:4 (0:1,1:1,2:2) 11. ledna 1966
- Klagenfurt – ZKL Brno 2:7 (2:1,0:5,0:1) 12. ledna
- ZKL Brno – Klagenfurt 4:3 (3:0,0:1,1:2) 20. ledna
- ZKL Brno – Klagenfurt 11:3 (5:1,2:1,4:1) 21. ledna
- Vålerenga IF – EV Füssen 3:3, 3:6, 6:5, 1:7

## Finále
- EV Füssen – ZKL Brno 4:6 (2:2,0:1,2:3) 20. února
- EV Füssen – ZKL Brno 5:7 (2:0,2:3,1:4) 21. února (utkání se hrálo v Oberstdorfu)
- ZKL Brno – EV Füssen 6:2 (4:1,1:1,1:0) 17. března
- ZKL Brno – EV Füssen 6:1 (1:0,3:0,2:1) 18. března